# Grand Prix SAR La Princesse Lalla Meryem 2019
Grand Prix SAR La Princesse Lalla Meryem 2019 byl tenisový turnaj pořádaný jako součást ženského okruhu WTA Tour, který se odehrával v městském tenisovém areálu Club des Cheminots na otevřených antukových dvorcích. Probíhal mezi 29. dubnem až 4. květnem 2019 v marockém Rabatu jako devatenáctý ročník turnaje. Jednalo se o jedinou událost sezóny konanou na africkém kontinentu.
Turnaj s rozpočtem 250 000 dolarů patřil do kategorie WTA International. Nejvýše nasazenou ve dvouhře se opět stala osmnáctá hráčka světa a obhájkyně trofeje Elise Mertensová z Belgie. Jako poslední přímá účastnice do dvouhry nastoupila 99. hráčka žebříčku Španělka Lara Arruabarrenová.
První titul na okruhu WTA Tour ve dvouhře vybojovala Řekyně Maria Sakkariová, která se vrátila do elitní světové padesátky. Premiérovou společnou trofej si ze čtyřhry odvezla španělská dvojice María José Martínezová Sánchezová a Sara Sorribesová Tormová.

## Distribuce bodů a finančních odměn

### Distribuce bodů
| Soutěž  | vítězky | finalistky | semifinalistky | čtvrtfinalistky | 16 v kole | 32 v kole | Q  | Q3 | Q2 | Q1 |
| ------- | ------- | ---------- | -------------- | --------------- | --------- | --------- | -- | -- | -- | -- |
| dvouhra | 280     | 180        | 110            | 60              | 30        | 1         | 18 | 14 | 10 | 1  |
| čtyřhra | 280     | 180        | 110            | 60              | 1         | —         | —  | —  | —  | —  |

### Finanční odměny
| Soutěž                                | vítězky | finalistky | semifinalistky | čtvrtfinalistky | 16 v kole | 32 v kole | Q3     | Q2   | Q1   |
| ------------------------------------- | ------- | ---------- | -------------- | --------------- | --------- | --------- | ------ | ---- | ---- |
| dvouhra                               | $43 000 | $21 400    | $11 300        | $5 900          | $3 310    | $1 925    | $1 005 | $730 | $530 |
| čtyřhra                               | $12 300 | $6 400     | $3 435         | $1 820          | $960      | —         | —      | —    | —    |
| částky ve čtyřhře jsou uváděny na pár |         |            |                |                 |           |           |        |      |      |

## Ženská dvouhra

### Nasazení
| Stát                          | Hráčka                 | WTA | Nasazení |
| ----------------------------- | ---------------------- | --- | -------- |
| Belgie                        | Elise Mertensová       | 18. | 1.       |
| Čínská Tchaj-pej              | Sie Šu-wej             | 24. | 2.       |
| Kazachstán                    | Julia Putincevová      | 38. | 3.       |
| Austrálie                     | Ajla Tomljanovićová    | 39. | 4.       |
| Chorvatsko                    | Petra Martićová        | 40. | 5.       |
| Řecko                         | Maria Sakkariová       | 43. | 6.       |
| Spojené království            | Johanna Kontaová       | 45. | 7.       |
| Belgie                        | Alison Van Uytvancková | 51. | 8.       |
| Žebříček WTA k 22. dubnu 2019 |                        |     |          |

### Jiné formy účasti
Následující hráčky obdržely divokou kartu do hlavní soutěže:
- Timea Bacsinszká
- Elise Mertensová
- Isabella Šinikovová

Následující hráčky postoupily z kvalifikace:
- Ysaline Bonaventureová
- Olga Danilovićová
- Fiona Ferrová
- Varvara Lepčenková

Následující hráčka postoupila z kvalifikace jako tzv. šťastná poražená:
- Irina Baraová

### Odhlášení
před zahájením turnaje
- Ons Džabúrová → nahradila ji  Magda Linetteová
- Veronika Kuděrmetovová → nahradila ji  Ana Bogdanová
- Petra Martićová (poranění pravého hlezna)[1] → nahradila ji  Irina Baraová
- Čeng Saj-saj → nahradila ji  Ivana Jorovićová

## Ženská čtyřhra

### Nasazení
| Stát                                                                                     | Hráčka                         | Stát      | Hráčka                | WTA  | Nasazení |
| ---------------------------------------------------------------------------------------- | ------------------------------ | --------- | --------------------- | ---- | -------- |
| Španělsko                                                                                | María José Martínez Sánchezová | Španělsko | Sara Sorribes Tormová | 97.  | 1.       |
| Rusko                                                                                    | Alexandra Panovová             | Rusko     | Věra Zvonarevová      | 117. | 2.       |
| Austrálie                                                                                | Monique Adamczaková            | Austrálie | Jessica Mooreová      | 119. | 3.       |
| Chile                                                                                    | Alexa Guarachiová              | USA       | Sabrina Santamariová  | 148. | 4.       |
| Žebříček WTA k 22. dubnu 2019; číslo je součtem žebříčkového postavení obou členek páru. |                                |           |                       |      |          |

### Jiné formy účasti
Následující páry obdržely divokou kartu do hlavní soutěže:
- Ana Bogdanová /  Isabella Šinikovová
- Sada Nahimanová /  Lina Qostalová

## Přehled finále

### Ženská dvouhra
- Maria Sakkariová vs.  Johanna Kontaová, 2–6, 6–4, 6–1

### Ženská čtyřhra
- María José Martínezová Sánchezová  /  Sara Sorribesová Tormová vs.  Georgina Garcíaová Pérezová  /  Oxana Kalašnikovová, 7–5, 6–1